# Приход Фатимской Божией Матери (Сан-Франциско)
Русская католическая церковь Фатимской Божией Матери в Сан-Франциско, Калифорния, США принадлежит к Русскому апостолату в Зарубежье в традиции Русской католической церкви византийского обряда, основана по инициативе ордена иезуитов для работы с русскими Ди Пи после Второй мировой войны.

## История
С 1945 года начали совершаться первые богослужения для русской общины.
После 1948 году сюда с целью пастырской опеки над соотечественниками прибыл русский священник иезуит Николай фон Бок sj. С 1950 года он совершал богослужения в помещении местного римо-католического прихода святого Игнатия. В 1954 году священника перевели в Русский центр Фордемского университета в Нью-Йорке.
С 1954 года приход возглавил русский священник иезуит, один из ведущих советологов в США князь Андрей Урусов, известный под псевдонимом Руссо (Andrei Russo) sj, он создал при общине Центр изучения русской духовной культуры.
Cегодня приход объединяет лиц разных национальностей, это карпато-русины, украинцы, греки, арабы, ирландцы, испанцы, немцы и американцы. Богослужения совершаются в соответствии с русскими литургическими традициями, песнопения поются в синодальном стиле. Ведется образовательная работа посредством лекций, которые проводятся в других церквях и школах. Община Фатимской Богоматери является членом Восточной Католической Пастырской Ассоциации Северной Калифорнии (ECPA), объединяющей 15 Восточных Католических Приходов региона.
В 1992 году приход участвовал в Пасхальном проекте по доставке гуманитарных грузов при посредничестве Русской Православной Церкви на территории России и Армении

## Духовенство
- Николай фон Бок sj
- Андрей Урусов sj
- Марк (Mark Ciccone) sj
- Евгений (Eugene Ludwig) OFM Cap.
- Кевин (Kevin Kennedy)

диакон Кирилл (Kyrill Bruce Pagacz)

## Адрес и богослужения
Старый адрес: 101 20th Avenue (near Lake), San Francisco, California 94121
Актуальный адрес: 5920 Geary Boulevard (near 23rd Avenue)
San Francisco, CA 94121
Богослужения совершаются на английском языке.
Начало Божественной литургии в Воскресенье в 10:00